# Syllepte semilugens
Syllepte semilugens is een vlinder uit de familie van de grasmotten (Crambidae). De wetenschappelijke naam van deze soort is voor het eerst voorgesteld door George Francis Hampson in een publicatie uit 1912.

## Verspreiding
De soort komt voor in Gambia, Guinee, Sierra Leone, Liberia, Nigeria, Kameroen Equatoriaal Guinee en Congo-Kinshasa.

## Waardplanten
De rups leeft op Cola nitida (Malvaceae).